# 幻の馬
『幻の馬』（まぼろしのうま）は、1955年7月20日に公開された日本映画。製作は大映。カラー映画。
10戦10勝（うちレコード優勝7回）の成績でクラシック二冠を制しながら、東京優駿（日本ダービー）の約2週間後に急死した競走馬・トキノミノルを題材としている。

## 構要
永田雅一が、自ら馬主として所有していたトキノミノルが破傷風により亡くなった事を悼み、製作された。1950年代初の競馬映画で、1950年代の東京競馬場を、カラー映像で残している貴重な映画であり、バリヤーゲートのスタートシーンを残している貴重な映画である。キャストの一部は当時現役だった実際の騎手が務めている（遊佐晃彦や二本柳俊夫など）。この映画は1955年の文部省選定映画となり、第9回カンヌ国際映画祭のコンペティション部門に出展された。また、1959年には、主要スタッフが再び集まり、『花の大障碍』を作った。長らくソフト化されていなかったが、2015年にDVD化された。
撮影は青森県八戸市のタイヘイ牧場で行われた。背景には鮫角灯台や蒸気機関車の八戸線も映されており、タケルが東京競馬場へ向けて旅立つのは、種差駅（現：種差海岸駅（無人駅））の貨物ホームである。
騎手として活躍し、調教師としても実績を残している小島太は本作品を見て強い感銘を受け、騎手を志したという。

## あらすじ
次郎の家の白石牧場でタケルが生まれたのは、真っ白な冬の野原に朝日がさし始める頃だった。母親は千鳥というおとなしい馬である。隣の大西牧場でもワカアラシが生まれたところである。次郎の父弥助も、姉の雪江も、また将来騎手になりたがっている兄の一郎も大喜びだった。大西の息子の時男は東京の獣医学校を卒業して帰ってきたので彼と付き合っている雪江も嬉しそうである。
ある日大西牧場へ東京から競走馬を買いに来た人がいた。そしてワカアラシは買われていった。その頃、近くの林が火事になって千鳥と若草を食べていたタケルは煙に巻き込まれた。弥助は火中に飛び込みタケルを助けたが切り株に足をつまずいたことが原因で大やけどを負い死んだ。やがてタケルも騎手養成所に入る一郎とともに石川厩舎に行くことになった。次郎は別れるのが辛く号泣したが「タケルのため」と姉雪江はなだめ、我慢した。
やがてデビュー戦となったタケルは恐ろしい山火事を思い出すらしくうまくいかず失格となったが、一郎の騒音に慣らそうとする努力の甲斐もあってその後は10戦全勝とした。しかしダービー直前に厩舎で火事があり、タケルは興奮して足を痛めてしまい、介抱のために雪江と次郎、そして保は東京へ来てしまった。不安と期待がある状態で、ダービーを迎える。

## キャスト
- 白石弥助：見明凡太朗
- 白石雪江：若尾文子
- 白石一郎：遊佐晃彦
- 白石次郎：岩垂幸彦
- 大西兵五郎：柳永二郎
- 萩野：三宅邦子
- 大西時男：北原義郎
- 保：千葉直志
- 浜村：千田是也
- 吉田：岡村文子
- 石川：伊沢一郎
- 斎藤：二本柳俊夫
- 村山：山田一雄
- 尾崎：原田絃
- 塙：谷謙一
- 天野：荒木静雄
- 西山：小川虎之助
- 桜井：八木沢敏
- 為七：潮万太郎
- 景正：星ひかる
- 吉松：酒井三郎
- 安田組合長：宮島健一
- 六造爺：高堂国典
- 三太：早川雄三
- 新聞記者：中条静夫
- 馬喰：高見貫
- 金治：真塩洋一
- 正吉：佐野直栄
- 敬太：高山武雄
- 昇平：萩野元彦
- 虎市：肥田正典

## スタッフ
- 製作：永田雅一
- 企画：塚口一雄
- 原案：藤井浩明
- 脚本：長谷川公之、島耕二
- 撮影：髙橋通夫
- 録音：米津次男
- 照明：久保田行一
- 美術：髙橋康一
- 音響効果：花岡勝次郎
- スチール：板垣公章
- 助監督：西條文喜
- 特殊撮影：的場徹
- 色彩技術：横田達之、小林節雄
- 助監督：菅野恒三
- 編集：鈴木東陽
- 製作主任：川本武男
- 現像：東洋現像所
- 音楽：大森盛太郎、島耕二
- 主題歌：キングレコード
- タイトルバック：生澤朗
- 協賛：日本中央競馬會、軽種馬生産農業協同組合
- 監督：島耕二